# 인듀어런스 이다호르
인듀어런스 이다호르(Endurance Idahor, 1984년 8월 4일 ~ 2010년 3월 6일)는 나이지리아의 전 축구 공격수였다.
2001년 나이지리아의 이그비노 베이브스에서 데뷔했으며, 2003년 줄리어스 버거 FC로 이적해 12골을 득점하는 등 좋은 활약을 펼쳤다. 이후 2004년 돌핀스 FC로 팀을 옮겼고, 2006년부터 2010년까지 수단 프리미어리그의 알 메리크 SC 소속으로 뛰었으며, 2007년 CAF 컨페더레이션컵에서 팀이 결승에 진출하는 데 기여하는 등 핵심 선수로 활약하였다. 2008년 UAE 1부 리그의 알 나스르 SC로 임대되기도 했다.
또한 나이지리아 U-23 국가대표팀의 일원으로 활약하기도 했다.
2010년 3월 6일 알 아말과의 리그 경기 도중 갑작스러운 심장마비로 의식을 잃었으며, 병원에 도착하였을 때는 이미 사망한 상태였다.